# Élections territoriales de 2015 en Martinique
Pour un article plus général, voir Élections régionales françaises de 2015.
Les élections territoriales en Martinique ont lieu les 6 et 13 décembre 2015 afin d'élire les 51 sièges de l'assemblée de Martinique.
L'assemblée de Martinique est l'assemblée délibérante de la collectivité territoriale unique de Martinique ; elle remplace à compter de ces élections le conseil régional de la Martinique et le conseil général de la Martinique.

## Mode de scrutin
L'assemblée de Martinique est composée de 51 membres. Ils sont élus pour six ans en même temps que les conseillers régionaux et sont rééligibles.
Le mode de scrutin est similaire à celui utilisé pour les élections régionales : il s'agit d'un scrutin proportionnel plurinominal à deux tours avec prime majoritaire. Au premier tour, si une liste recueille la majorité absolue des suffrages exprimés, elle reçoit une prime de 11 sièges et les sièges restant sont attribués à toutes les listes ayant recueilli au moins 5 % des suffrages exprimés. Si aucune liste ne recueille la majorité absolue, un deuxième tour a lieu : la liste arrivée en tête au second tour reçoit la prime de 11 sièges et les sièges restant sont attribués à toutes les listes ayant recueilli au moins 5 % des suffrages exprimés. Pour la répartition des sièges au sein de chaque liste, le territoire de la Martinique est découpé en quatre sections électorales.

## Listes
- Martinique citoyenne Nou tout'kapab : Nathalie Jos[4]
- Combat ouvrier : Ghislaine Joachim-Arnaud[4].
- Ba Peyi-a an chan : Yan Monplaisir (Les Républicains, MoDem et Forces martiniquaises de progrès[4])
- La liste départementale : Joseph Virassamy (divers droite)
- Mouvement des travailleurs et peuple sans voix de Martinique : Daniel Gromat (divers gauche)
- Grand Sanblé pour faire réussir la Martinique : Alfred Marie-Jeanne (député et ancien président de la région, Mouvement indépendantiste martiniquais, Rassemblement démocratique pour la Martinique, Parti pour la libération de la Martinique, Parti communiste martiniquais et Martinique Écologie[5])
- La Martinique autrement : Philippe Petit (Union des démocrates et indépendants[6])
- Nou pep la : Marcellin Nadeau (Mouvement des démocrates et écologistes pour une Martinique souveraine, Groupe révolution socialiste et Conseil national des comités populaires[7])
- Ensemble pour une Martinique nouvelle : Serge Letchimy (député et président sortant du conseil régional, Parti progressiste martiniquais, Fédération socialiste de la Martinique, Mouvement populaire franciscain, Osons Oser, Vivre à Schœlcher, Action citoyenne lucéenne, Rassemblement des forces lorinoises, Mouvement démocratique joséphin, Bâtir le pays Martinique, Trois ilets nouvelle dynamique et Parti régionaliste martiniquais[8])

## Résultats

### Global
|                          |                          |                          |              |              |             |               |        |               |  |  |  |  |  |  |
| Tête de liste            | Tête de liste            | Liste                    | Premier tour | Premier tour | Second tour | Second tour   | Sièges | +/-           |  |  |  |  |  |  |
| Tête de liste            | Tête de liste            | Liste                    | Voix         | %            | Voix        | %             | Sièges | +/-           |  |  |  |  |  |  |
|                          | Serge Letchimy           | PPM-FSM-MPF-BPM-PRM      | 47 002       | 38,96        | 70 776      | 45,86         | 18     | 8             |  |  |  |  |  |  |
|                          | Alfred Marie-Jeanne      | MIM-RDM-Palima-PCM       | 36 523       | 30,28        | 83 541      | 54,14         | 33     | 18            |  |  |  |  |  |  |
|                          | Yan Monplaisir           | LR-MoDem-FMP             | 17 272       | 14,32        | 83 541      | 54,14         | 33     | 18            |  |  |  |  |  |  |
|                          | Marcellin Nadeau         | MODEMAS-GRS-CNCP         | 7 653        | 6,34         |             |               | 0      | en stagnation |  |  |  |  |  |  |
|                          | Nathalie Jos             | MC                       | 3 868        | 3,21         | 0           | en stagnation |        |               |  |  |  |  |  |  |
|                          | Joseph Virassamy         | DVD                      | 2 475        | 2,05         | 0           | en stagnation |        |               |  |  |  |  |  |  |
|                          | Ghislaine Joachim-Arnaud | CO                       | 2 460        | 2,04         | 0           | en stagnation |        |               |  |  |  |  |  |  |
|                          | Philippe Petit           | UDI                      | 1 818        | 1,51         | 0           | en stagnation |        |               |  |  |  |  |  |  |
|                          | Daniel Gromat            | MPTSVM                   | 1 558        | 1,29         | 0           | en stagnation |        |               |  |  |  |  |  |  |
|                          |                          |                          |              |              |             |               |        |               |  |  |  |  |  |  |
| Suffrages exprimés       | Suffrages exprimés       | Suffrages exprimés       | 120 629      | 94,45        | 154 317     | 94,97         |        |               |  |  |  |  |  |  |
| Votes blancs             | Votes blancs             | Votes blancs             | 3 691        | 2,85         | 4 190       | 2,57          |        |               |  |  |  |  |  |  |
| Votes nuls               | Votes nuls               | Votes nuls               | 3 395        | 2,70         | 3 984       | 2,46          |        |               |  |  |  |  |  |  |
| Total                    | Total                    | Total                    | 127 715      | 100          | 162 491     | 100           | 51     | 10            |  |  |  |  |  |  |
| Abstentions              | Abstentions              | Abstentions              | 182 402      | 58,82        | 147 736     | 47,62         |        |               |  |  |  |  |  |  |
| Inscrits / Participation | Inscrits / Participation | Inscrits / Participation | 310 117      | 41,18        | 310 227     | 52,38         |        |               |  |  |  |  |  |  |

### Section du Centre
| Tête de liste | Tête de liste                    | Liste               | Premier tour | Premier tour | Second tour | Second tour | Sièges | Sièges |
| Tête de liste | Tête de liste                    | Liste               | Voix         | %            | Voix        | %           | Voix   | %      |
| ------------- | -------------------------------- | ------------------- | ------------ | ------------ | ----------- | ----------- | ------ | ------ |
|               | David Zobda *                    | PPM-FSM-MPF-BPM-PRM | 11 391       | 37,92        | 16 975      | 44,28       |        |        |
|               | Alfred Marie-Jeanne              | MIM-RDM-Palima-PCM  | 9 107        | 30,32        | 21 359      | 55,72       |        |        |
|               | Karine Mousseau                  | LR-MoDem-FMP        | 4 403        | 14,66        | 21 359      | 55,72       |        |        |
|               | Samuel Tavernier                 | MODEMAS-GRS-CNCP    | 1 807        | 6,02         |             |             |        |        |
|               | José Léonce Crispin              | MC                  | 1 075        | 3,58         |             |             |        |        |
|               | Marie-Hellen Marthe-Dite-Surelly | CO                  | 746          | 2,48         |             |             |        |        |
|               | Lucien Laguerre                  | DVD                 | 665          | 2,21         |             |             |        |        |
|               | Marie-Josée Carnier              | MPTSVM              | 440          | 1,46         |             |             |        |        |
|               | Patrick René-Corail              | UDI                 | 402          | 1,34         |             |             |        |        |
|               |                                  |                     |              |              |             |             |        |        |
| Inscrits      | Inscrits                         | Inscrits            | 79 302       | 100,00       | 79 300      | 100,00      |        |        |
| Abstentions   | Abstentions                      | Abstentions         | 47 221       | 59,55        | 38 751      | 48,87       |        |        |
| Votants       | Votants                          | Votants             | 32 081       | 40,45        | 40 549      | 51,13       |        |        |
| Blancs        | Blancs                           | Blancs              | 1 039        | 1,31         | 1 120       | 1,41        |        |        |
| Nuls          | Nuls                             | Nuls                | 1 006        | 1,27         | 1 095       | 1,38        |        |        |
| Exprimés      | Exprimés                         | Exprimés            | 30 036       | 37,88        | 38 334      | 48,34       |        |        |

* Majorité sortante du conseil régional

### Section du Nord
| Tête de liste | Tête de liste      | Liste               | Premier tour | Premier tour | Second tour | Second tour | Sièges | Sièges |
| Tête de liste | Tête de liste      | Liste               | Voix         | %            | Voix        | %           | Voix   | %      |
| ------------- | ------------------ | ------------------- | ------------ | ------------ | ----------- | ----------- | ------ | ------ |
|               | Jenny Duys-Petit * | PPM-FSM-MPF-BPM-PRM | 14 056       | 43,15        | 22 236      | 53,73       |        |        |
|               | Claude Lise        | RDM-MIM-Palima-PCM  | 6 491        | 19,93        | 19 146      | 46,27       |        |        |
|               | Yan Monplaisir     | LR-MoDem-FMP        | 5 858        | 17,98        | 19 146      | 46,27       |        |        |
|               | Marcellin Nadeau   | MODEMAS-GRS-CNCP    | 2 870        | 8,81         |             |             |        |        |
|               | Steve Resouf       | MC                  | 979          | 3,01         |             |             |        |        |
|               | Ange Éric Rangom   | DVD                 | 755          | 2,32         |             |             |        |        |
|               | Gaétan Alex Duffal | LO                  | 737          | 2,26         |             |             |        |        |
|               | Katiucia Cantinol  | UDI                 | 432          | 1,33         |             |             |        |        |
|               | Luc Rotardier      | MPTSVM              | 396          | 1,22         |             |             |        |        |
|               |                    |                     |              |              |             |             |        |        |
| Inscrits      | Inscrits           | Inscrits            | 82 517       | 100,00       | 82 510      | 100,00      |        |        |
| Abstentions   | Abstentions        | Abstentions         | 47 839       | 57,97        | 38 706      | 46,91       |        |        |
| Votants       | Votants            | Votants             | 34 678       | 42,03        | 43 804      | 53,09       |        |        |
| Blancs        | Blancs             | Blancs              | 1 088        | 1,32         | 1 252       | 1,52        |        |        |
| Nuls          | Nuls               | Nuls                | 1 016        | 1,23         | 1 170       | 1,42        |        |        |
| Exprimés      | Exprimés           | Exprimés            | 32 574       | 39,48        | 41 382      | 50,15       |        |        |

* Majorité sortante du conseil régional

### Section de Fort-de-France
| Tête de liste | Tête de liste            | Liste               | Premier tour | Premier tour | Second tour | Second tour | Sièges | Sièges |
| Tête de liste | Tête de liste            | Liste               | Voix         | %            | Voix        | %           | Voix   | %      |
| ------------- | ------------------------ | ------------------- | ------------ | ------------ | ----------- | ----------- | ------ | ------ |
|               | Serge Letchimy *         | PPM-FSM-MPF-BPM-PRM | 12 763       | 50,67        | 18 157      | 58,77       |        |        |
|               | Francis Carole           | Palima-MIM-RDM-PCM  | 5 421        | 21,52        | 12 740      | 41,23       |        |        |
|               | Miguel Laventure         | FMP-LR-MoDem        | 2 860        | 11,35        | 12 740      | 41,23       |        |        |
|               | Rita Bonheur             | MODEMAS-GRS-CNCP    | 1 341        | 5,32         |             |             |        |        |
|               | Nathalie Jos             | MC                  | 910          | 3,61         |             |             |        |        |
|               | Joseph Virassamy         | DVD                 | 549          | 2,18         |             |             |        |        |
|               | Ghislaine Joachim-Arnaud | CO                  | 523          | 2,08         |             |             |        |        |
|               | Josiane Jos-Pelage       | UDI                 | 431          | 1,71         |             |             |        |        |
|               | Daniel Gromat            | MPTSVM              | 392          | 1,56         |             |             |        |        |
|               |                          |                     |              |              |             |             |        |        |
| Inscrits      | Inscrits                 | Inscrits            | 65 885       | 100,00       | 65 747      | 100,00      |        |        |
| Abstentions   | Abstentions              | Abstentions         | 39 282       | 59,62        | 33 220      | 50,53       |        |        |
| Votants       | Votants                  | Votants             | 26 603       | 40,38        | 32 527      | 49,47       |        |        |
| Blancs        | Blancs                   | Blancs              | 791          | 2,97         | 928         | 1,47        |        |        |
| Nuls          | Nuls                     | Nuls                | 622          | 2,34         | 702         | 1,07        |        |        |
| Exprimés      | Exprimés                 | Exprimés            | 25 190       | 38,23        | 30 897      | 46,99       |        |        |

* Majorité sortante du conseil régional

### Section du Sud
| Tête de liste | Tête de liste        | Liste               | Premier tour | Premier tour | Second tour | Second tour | Sièges | Sièges |
| Tête de liste | Tête de liste        | Liste               | Voix         | %            | Voix        | %           | Voix   | %      |
| ------------- | -------------------- | ------------------- | ------------ | ------------ | ----------- | ----------- | ------ | ------ |
|               | Jean-Philippe Nilor  | MIM-RDM-Palima-PCM  | 15 504       | 47,23        | 30 296      | 69,32       |        |        |
|               | Sylvia Saithsoothane | FMP-LR-MoDem        | 4 151        | 12,64        | 30 296      | 69,32       |        |        |
|               | Nicaise Monrose *    | PPM-FSM-MPF-BPM-PRM | 8 792        | 26,78        | 13 408      | 30,68       |        |        |
|               | Suzy Singa           | MODEMAS-GRS-CNCP    | 1 635        | 4,98         |             |             |        |        |
|               | Émilie Joncart       | MC                  | 904          | 2,75         |             |             |        |        |
|               | Philippe Petit       | UDI                 | 553          | 1,68         |             |             |        |        |
|               | Charles Rano         | DVD                 | 506          | 1,54         |             |             |        |        |
|               | Gabriel Jean-Marie   | LO                  | 454          | 1,38         |             |             |        |        |
|               | Jose Kanor           | MPTSVM              | 330          | 1,01         |             |             |        |        |
|               |                      |                     |              |              |             |             |        |        |
| Inscrits      | Inscrits             | Inscrits            | 83 019       | 100,00       | 82 898      | 100,00      |        |        |
| Abstentions   | Abstentions          | Abstentions         | 48 665       | 58,62        | 37 288      | 44,98       |        |        |
| Votants       | Votants              | Votants             | 34 354       | 41,38        | 45 610      | 55,02       |        |        |
| Blancs        | Blancs               | Blancs              | 720          | 0,87         | 878         | 1,06        |        |        |
| Nuls          | Nuls                 | Nuls                | 805          | 0,97         | 1 028       | 1,04        |        |        |
| Exprimés      | Exprimés             | Exprimés            | 32 829       | 39,54        | 43 704      | 52,72       |        |        |

* Majorité sortante du conseil régional